# 伊莫拉主教座堂

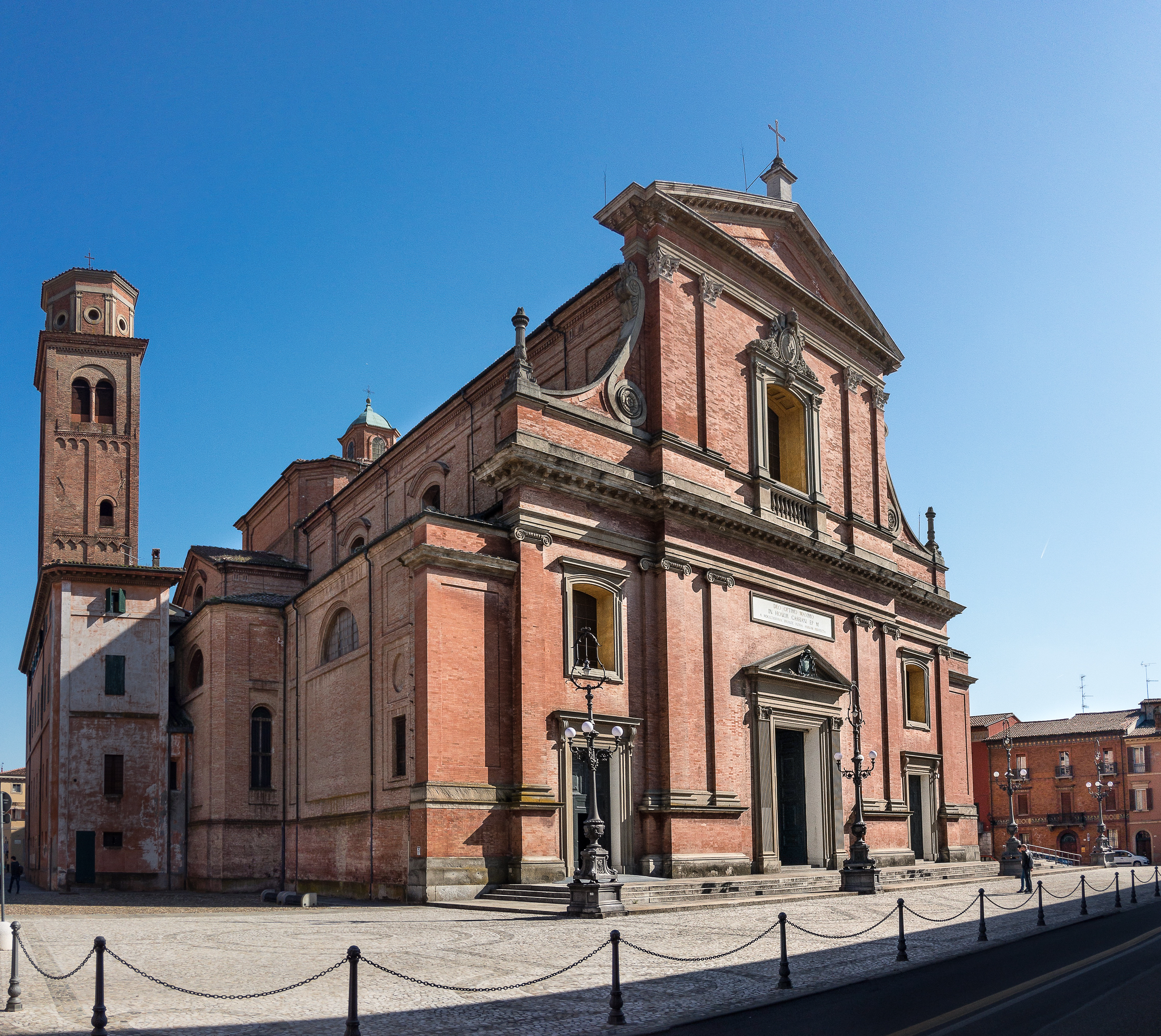

圣加西盎主教座堂（Cattedrale di San Cassiano）是天主教伊莫拉教区的主教座堂，位于意大利艾米利亚-罗马涅大区博洛尼亚广域市的伊莫拉。该堂建于1765-1781年，1782年祝圣，1981年12月17日由教宗若望保禄二世升格为宗座圣殿。堂内保存有圣加西盎和圣伯多禄·金言的圣髑。有三位主教在当选教宗后仍保留了伊莫拉主教的头衔：历山七世、庇护七世和庇护九世。